# Playden
 (août 2023).
Playden est une paroisse civile et un village du Sussex de l'Est, en Angleterre.